# Alba (stolica tytularna)
Alba (łac. Diocesis Albensis) – stolica historycznej diecezji w Cesarstwie rzymskim w prowincji Numidia zlikwidowana w VII w. podczas ekspansji islamskiej, współcześnie w północnej Algierii. Obecnie katolickie biskupstwo tytularne. 

## Biskupi tytularni
| Lp. | Biskup                   | Funkcja                                | Od                | Do                   |
| --- | ------------------------ | -------------------------------------- | ----------------- | -------------------- |
| 1   | Johannes Petrus Verhorst | biskup pomocniczy Trewiru              | 24 listopada 1687 | 10 marca 1708        |
| 2   | Pawel Antoni Załuski     | biskup pomocniczy płocki               | 19 maja 1710      | 1719                 |
| 3   | Eric Francis MacKenzie   | biskup pomocniczy Bostonu (USA)        | 11 lipca 1950     | 20 sierpnia 1969     |
| 4   | André-Jacques Fougerat   | emerytowany biskup Grenoble (Francja)  | 19 września 1969  | 30 października 1983 |
| 5   | José Joaquín Matte Varas | ordynariusz polowy Chile               | 26 listopada 1983 | 7 marca 1998         |
| 6   | José Sótero Valero Ruz   | biskup pomocniczy Walencji (Wenezuela) | 9 maja 1998       | 19 marca 2001        |
| 7   | Sérgio da Rocha          | biskup pomocniczy Fortalezy (Brazylia) | 13 czerwca 2001   | 31 stycznia 2007     |
| 8   | Vito Rallo               | nuncjusz apostolski                    | 12 czerwca 2007   |                      |